# Springport (Indiana)
Springport es un pueblo situado en el condado de Henry, Indiana, Estados Unidos. Tiene una población estimada, a mediados de 2023, de 138 habitantes.

## Geografía
La localidad está ubicada en las coordenadas 40°2′50″N 85°23′33″O / 40.04722, -85.39250. Según la Oficina del Censo, tiene una superficie de 0.31 km², correspondientes en su totalidad a tierra firme.

## Demografía
Según el censo de 2020, en ese momento había 131 personas residiendo en la localidad. La densidad de población era de 422.58 hab./km². El 93.9% de los habitantes eran blancos, el 0.8% era amerindio y el 5.3% eran de una mezcla de razas. No había hispanos o latinos viviendo en la zona.